# ألونسو دي كوفاروباياس
ألونسو دي كوفاروباياس (بالإسبانية: Alonso de Covarrubias) هو نحات ومهندس معماري إسباني، ولد في 1488 في توريخوس في إسبانيا، وتوفي في 1570 في طليطلة في إسبانيا.

## معرض صور

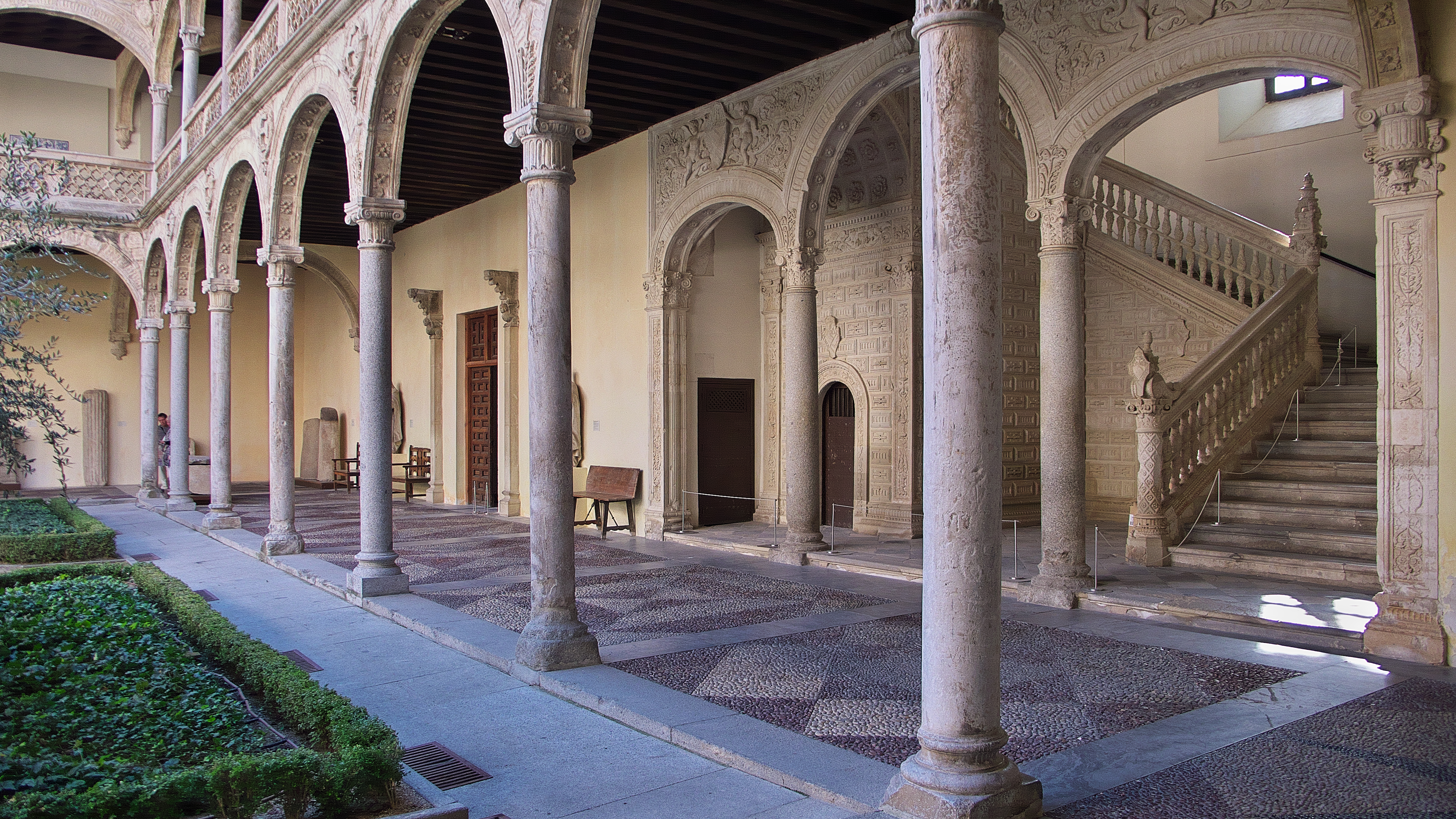
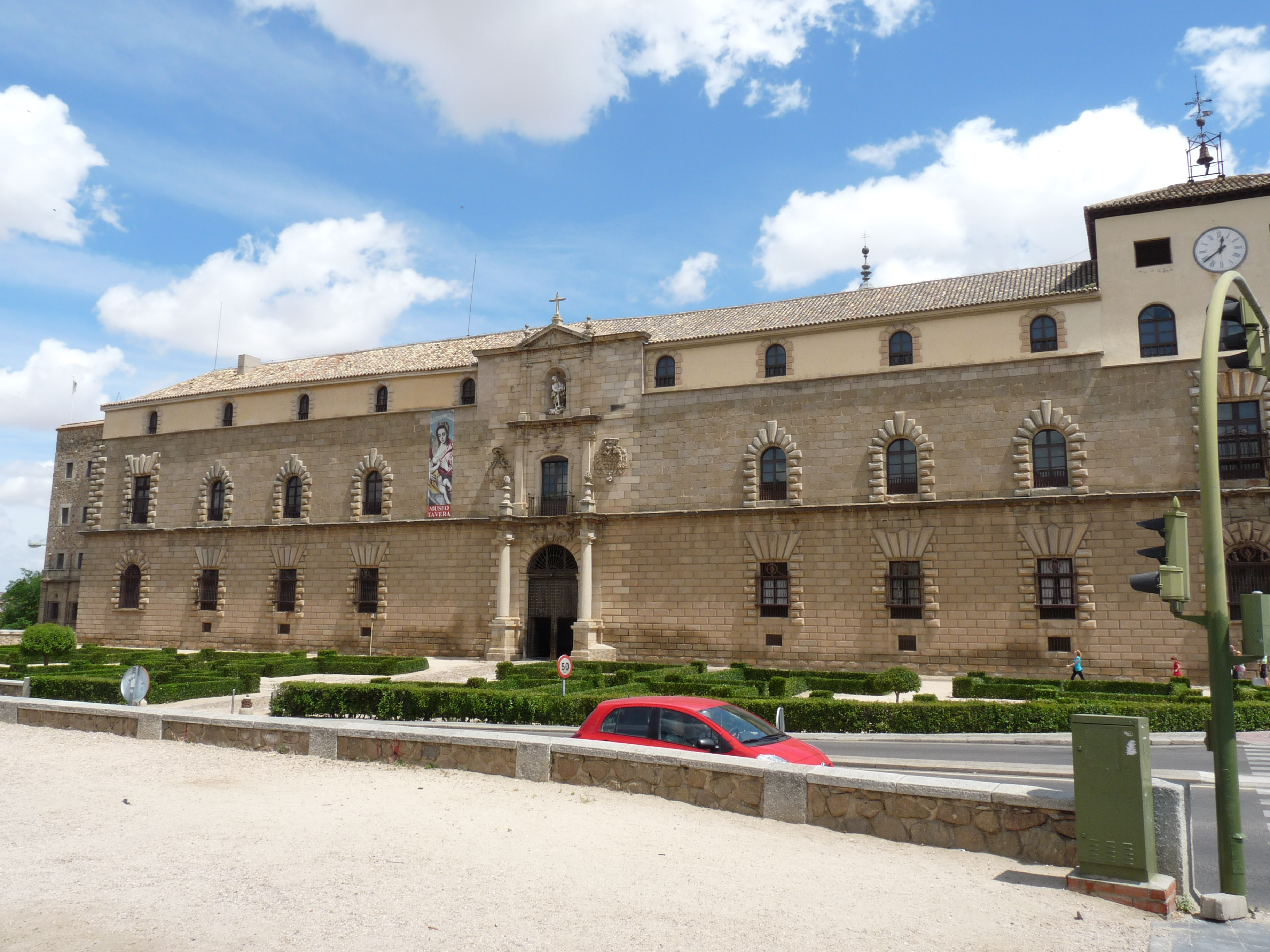
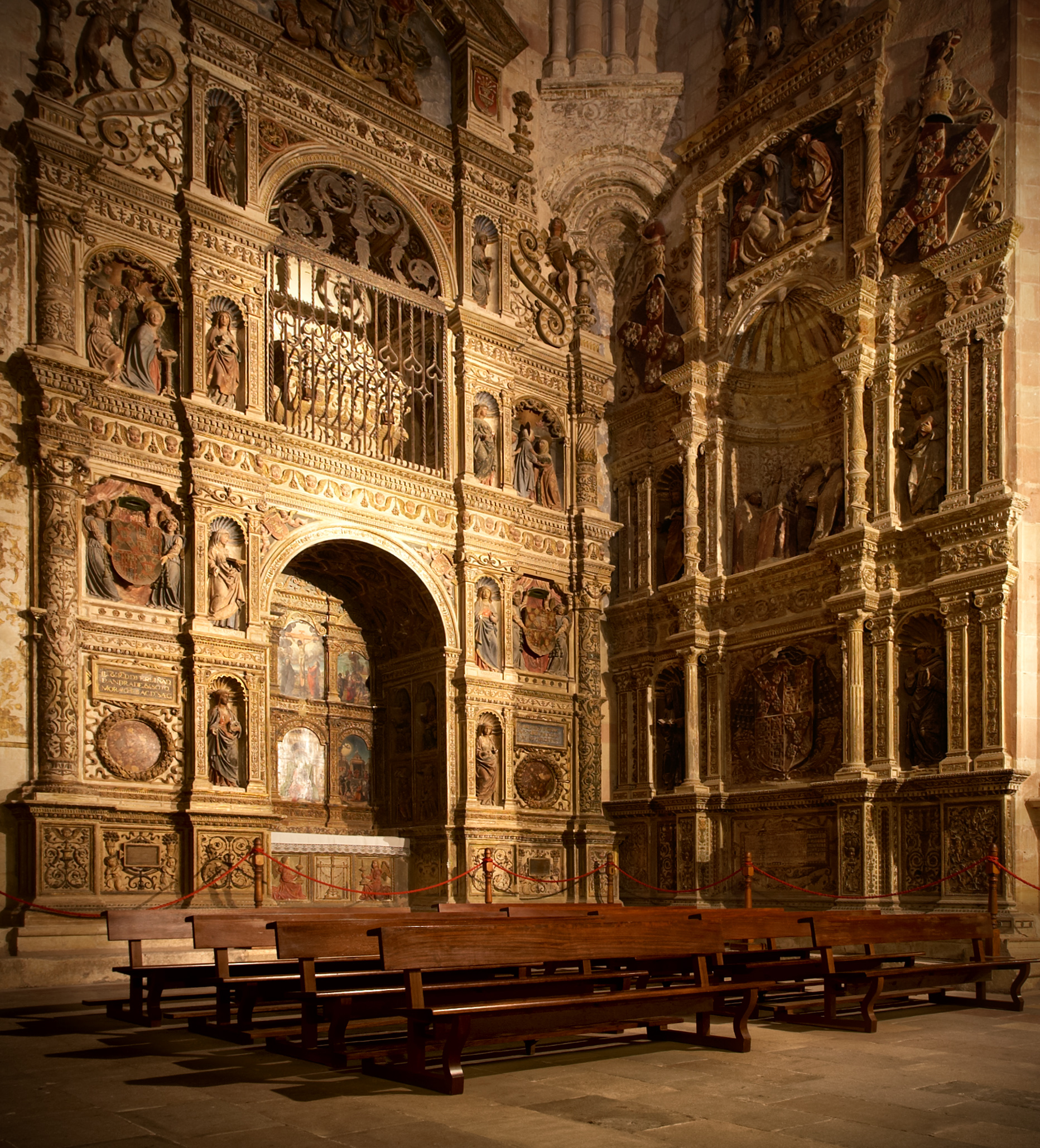
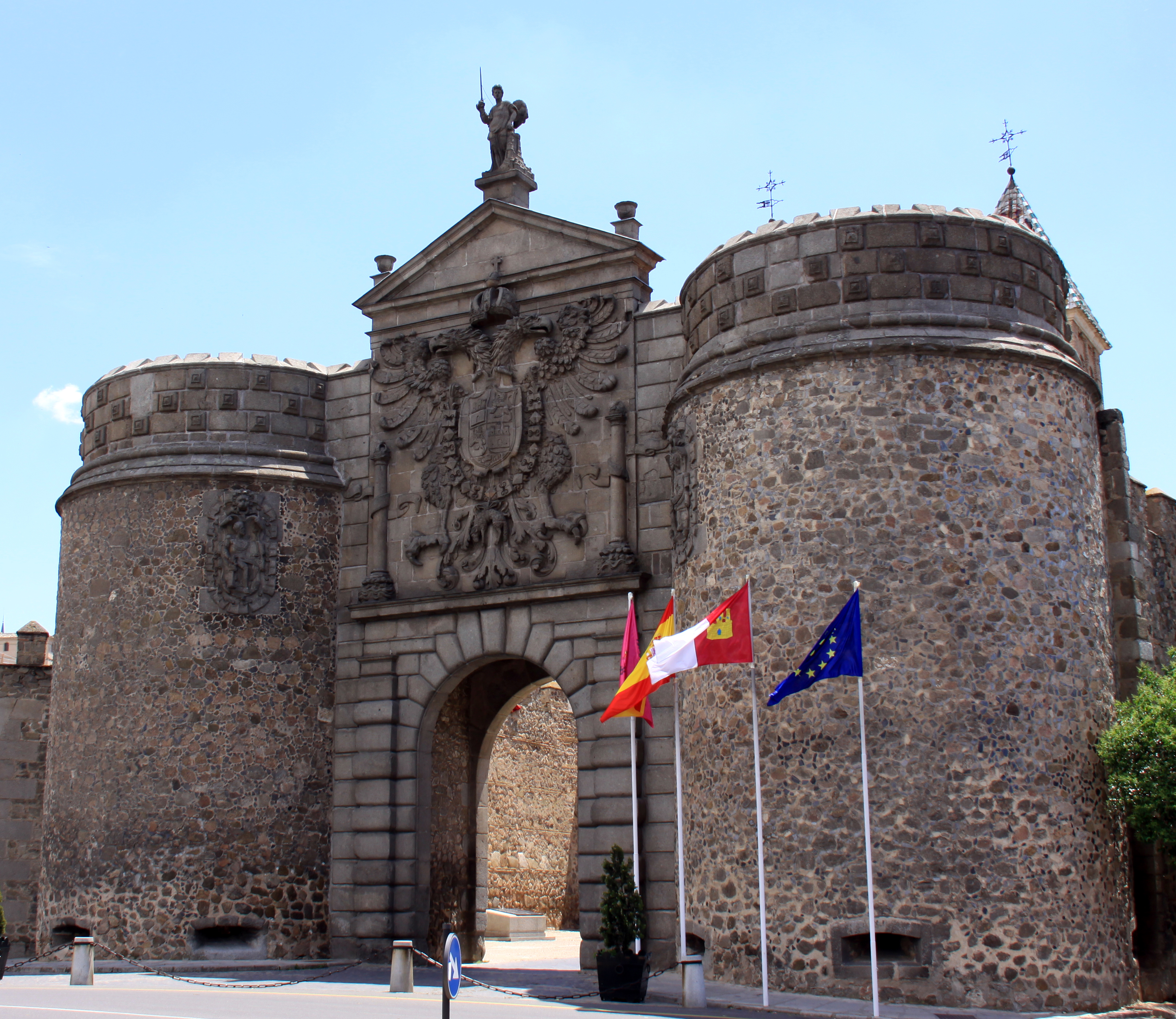
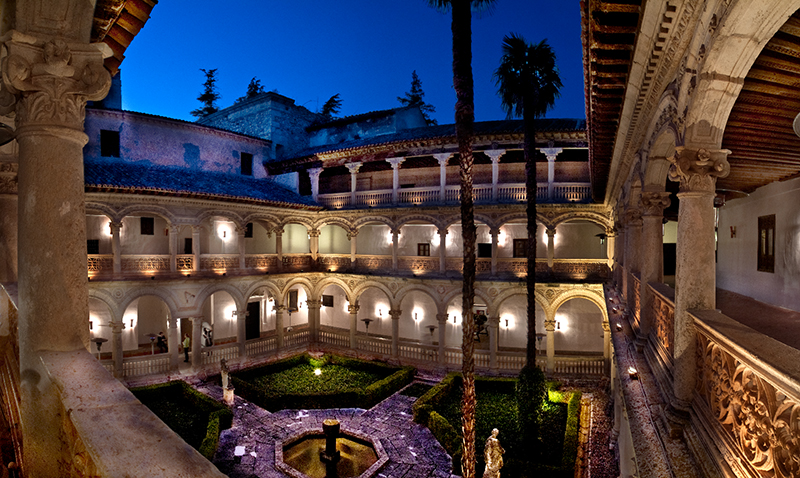